# James Payn
James Payn (Berkshire, 28 de fevereiro de 1830 – Maida Vale, 25 de março de 1898) foi um escritor inglês.
Ele disse que vingança é um prato que se come frio.